# IC 4266
IC 4266 ist eine linsenförmige Galaxie vom Hubble-Typ S0 im Sternbild Jagdhunde am Nordsternhimmel. Sie ist rund 710 Millionen Lichtjahre von der Milchstraße entfernt und hat einen Durchmesser von etwa 65.000 Lichtjahren. 

Im selben Himmelsareal befinden sich u. a. die Galaxien IC 4268, IC 4269, IC 4271-1 und IC 4271-2.
Das Objekt wurde am 10. Juli 1896 von Stéphane Javelle entdeckt.